# Tantalus Fossae

Tantalus Fossae

Tantalus Fossae est un groupe de dépressions situé dans le quadrangle d'Arcadia, sur Mars. Il mesure environ 2 400 km de long et est centré par 50,9° N, 262,5° E .